# 2000年日本における口蹄疫
2000年日本における口蹄疫（にせんねんにほんにおけるこうていえき）は、日本で2000年に発生した口蹄疫について記述する。

## 経緯
農林水産省畜産局プレスリリース第1～49報

### 疑似患畜確認まで
- 3月12日　民間開業獣医師が診察、 1頭に発熱、食欲不振、発咳などの症状 を確認。
- 3月？日　他の同居牛にも食欲不振、鼻腔内のびらんなどの症状が伝播して いったことから、口蹄疫を疑う。
- 3月21日　宮崎家畜保健衛生所に通報。宮崎県畜産課を通じて通報を受けた農林水産省畜産局衛生課動物の隔離、施設の消毒等の措置の実施を指示するととも に、農林水産省家畜衛生試験場に病性鑑定材料を送付することを指示。
- 3月22日　ELISA検査及びCF検査を実施したところ、陰性の結果
- 3月23日　PCR検査結、併行して実施していたウイルスの存在を完全に否定できず。
- 3月24日　朝、国の専門家を現地に派遣して、再度検査材料を採取。
- 3 月24日・25日　再度実施したPCR検査 ではウイルスの存在そのものは確認されなかった。以上の結果から「口蹄疫」の疑似患畜と診断するに至った。

「家畜衛試ニュース（2000年）　No.103　P2～7」
- 3月22日　診断材料は翌22日に採取され、同日午後2時に海外病研究部へ到着した。海外病研究部では、ただちに口蹄疫診断の標準法に基づいた抗原検出用の補体結合反応とエライザを開始し、午後8時に両検査とも終了した。結果はいずれも陰性であったが、

同時に行っていたRT-PCRによるウイルス遺伝子断片の検出が同日の深夜、またエライザによる抗体検査では翌日に陽性の成績が得られた。
- 3月23日　日本では長期間口蹄疫が発生していないことから、診断には慎重を期する必要があるため、23日にはRT-PCRによる遺伝子断片の検出をさらに二度繰り返し実施した。結果はいずれも陽性であった。
- 3月25日　これらの成績は25日に開催された口蹄疫中央防疫対策本部防疫技術委員会で詳細に検討され、同農場の牛10頭を疑似患畜と診断した。対応。日本における92年ぶりの口蹄疫の発生と家畜衛生試験場の防疫対応]より。

日本における92年ぶりの口蹄疫の発生と家畜衛生試験場の防疫対応
- 同時に実施したRTPCRによる遺伝子断片の検出および血清における抗体検出ELISAが陽性反応を示した。家畜衛試は，これらの病性鑑定成績をもって，OIEが定めた口蹄疫診断マニュアル（国際標準法）にしたがって，口蹄疫ウイルスによる感染と判断した。

## 疑似患畜確認後

### 宮崎県
3月
3月25日
- 疑似患畜発生農場を中心として半径50mの地域の通行遮断
- 疑似患畜発生農場を中心として半径20kmの地域（12市町村）の移動制限
- 疑似患畜発生農場を中心として半径50kmの地域（20市町村）の搬出制限（当分の間）を警察と協力して実施。
- 6家畜市場の閉鎖を実施。
- 疑似患畜の殺処分が終了（近隣の2戸3頭全頭については、自衛的に殺処分。）。
- 殺処分疑似患畜の埋却、消毒等の終了をもって、通行遮断を解除。

3月28日
- 28日までに、導入元、診療獣医師の立ち回り農家等の疫学関連農湯及び疑似患畜確認農場の周辺農家55戸を含む104戸について、立入検査及び血清サーペイランス調査（臨床検査及びサンプリング）を実施（いずれも異常なし）。
- 引き続き監視を続行。なお、導入元農家については2回目の検査完了。県は汚染地域、警戒地域を中心に共済獣医師の協力も得ながら異常の有無の確認を推進中。これまで異常の報告なし。

3月29日
- 29日までに立入検査345戸及び診療獣医師による報告等303戸について、いずれも異常なし。
- 29日は移動制限地域内165戸、搬出制限地域内22戸及び疫学関連農家56戸の立入検査及び血清サーベイランス調査を実施。
- 家畜導入元農場及び診療獣医師関連農場全戸の立入検査がなされている。

3月31日
- 31日までの立入検査3,330戸及び診療獣医師による報告等434戸について、いずれも異常なし。
- 31日は移動制限地域内988戸、搬出制限地域内884戸及び疫学関連農家2戸の立入検査及び血清サーペイランチ調査を実施。

4月
4月2日
- 宮崎県内での防疫活動に協力するため、15府県から派遣された20名の家畜防疫員が4月2日から6日までの予定で防疫活動を開始している。

4月3日
- 疑似患畜 飼養頭数9頭
- 宮崎県の移動制限地域（20km圏内）において，口蹄疫の「疑似患畜」が新たに確認された。
- 20km圏内の移動制限の期間は，当分の間延長されることとなるが，移動制限地域の範囲並びに搬出制限地域（50km圏内）の範囲及び50km圏からの搬出制限の期間は変更されない。

4月4日
- 4月3日に確認された「疑似患畜」については、4日午前中に当該農場の飼養牛全頭（9頭）が殺処分の上埋却された。畜舎などの消毒，汚染物品の焼却も完了し、昨日19時から行われていた半径50mの地域の通行遮断は本日解除された。

4月6日
- 4月4日までに近隣農場，疫学関連農場あわせて約190戸を含む10,290戸の立入検査が実施され，いずれも臨床的な異常を認めず。これにより，移動制限地域及び搬出制限地域内33市町村の牛飼養農場の立ち入り検査をほぼ終了。

4月10日
- 移動制限地域（20km圏内）宮崎県高岡町に所在する肉用牛繁殖農家（飼養頭数合計16頭において、口蹄疫の「疑似患畜」が新たに確認された。
- 4月9日に高岡町で確認された口蹄疫の「疑似患畜」16頭については，10日に全頭殺処分の上埋却され，畜舎等の消毒，汚染物品の焼却等が完了した後、10日朝から行われていた半径50mの地域の通行遮断は10日夕方に解除された。
- 20km圏内の移動制限の期間は、4月10日から原則として3週間に延長されるが、移動制限地域の範囲は変更されない。

4月11日
- 4月9日までに近隣農場、疫学関連農場あわせて約350戸を含む14,300戸の立入検査を実施。

搬出制限の期間の延長について
- 3月25日の宮崎市における口蹄疫の発生に伴い設定されている「搬出制限地域」（発生農場から半径20km～50kmの地域）において実施されている搬出制限等の実施期間については、原則3週間とされていたが、清浄性の確認のための抗体検査等に更に時間を要することから、当初想定していた4月15日より数日間ズレ込む見込みである。

4月13日
- 4月11日までに近隣農場、疫学関連農場あわせて約350戸を含む14,300戸の立入検査を実施。

4月15日
- 4月13日までに近隣農場、疫学関連農場あわせて約450戸を含む14,308戸の立入検査を実施。

4月17日
- 4月15日までに近隣農場、疫学関連農場あわせてのべ約450戸を含む14,308戸の立入検査を終了。

4月19日
- 4月17日までに近隣農場、疫学関連農場あわせて約520戸を含む14,308戸の立入検査を終了。

4月23日
- 4月21日深夜までに移動制限地域及び搬出制限地域における抗体検査が一通り終了したことから

1. 初発農場から半径50kmの搬出制限地域の解除をするとともに
2. 初発農場から半径20kmの移動制限地域を、4月3日及び4月9日に患畜・疑似患畜が確認された各々1農場を中心とした半径10kmの地域に変更することとする。

これと併せて，抗体検査の結果，清浄性を確認するために更なる検査が必要な農場については，農場隔離検査プログラムの対象とし，必要な検査を行うこととしている。農場隔離検査プログラムの対象となる農場は，現時点においては全国で31戸となっている。
4月26日
- 4月23日から設定されている移動制限地域については、4月26日午前0時をもって，野尻町紙屋地区及び高城町四家地区が解除され，4月9日に患畜・疑似患畜が確認された農場を中心とした半径10kmの地域に変更となる。

5月
5月2日
- 口蹄疫の患畜・疑似患畜の確認に伴い設定されていた移動制限地域は，5月2日午前0時をもってすべて解除された。

### 熊本県
3月
3月25日
- 搬出制限（6町村）を実施。
- 2家畜市場の閉鎖を実施。
- 搬出制限地域内の農家への立入検査を実施（同日終了）。

3月29日　
- 28日まで警戒地域の牛の飼養農家全戸を含む661戸の立入検査を実施（異常なし）。
- 29日より血清サーペイランス調査を開始。これに先立ち生産者等への説明会等を実施。

3月31日
- 29日までの立入検査889戸及び診療獣医師による報告等207戸について、いずれも異常なし。
- 29日は搬出制限地域内の飼養農家を中心に190戸の立入検査及び血清サーベイランス調査を実施。

4月
4月3日
- 3月31日までの立入検査855戸及び診療獣医師による報告等229戸について、いずれも異常なし。
- 搬出制限地域内の全飼養農家の立入検査を終了し、引き続き血清サーベランス調査を継続中。
- 3月31日は搬出制限地域外の飼養農家40戸の立入検査及び血清サーペイランス調査を実施。

4月6日
- 4月3日までに954戸の立入検査と585戸についての診療獣医師による報告がなされ，いずれも異常を認めず。
- 搬出制限地域内の全飼養農家について2回目の立入検査を実施中。

4月7日
- 4月4日までに1,180戸の立入検査と617戸についての診療獣医師による報告がなされ，いずれも臨床的な異常を認めず。
- 搬出制限地域内の全飼養農家について2回目の立入検査を実施中。

4月11日
- 4月9日までに2,236戸の立入検査と953戸についての診療獣医師による報告がなされ、いずれも臨床的な異常を認めず。
- 搬出制限地域内の全飼養農場について2回目の立入検査を終了。

4月12日
- 4月10日までに2,655戸の立入検査と1,521戸についての診療獣医師による報告がなされ、いずれも臨床的な異常を認めず。
- 搬出制限地域内の全飼養農場について2回目の立入検査を終了。

4月13日
- 4月11日までに3,415戸の立入検査が実施され，1,735戸についての診療獣医師による報告があった。
- 搬出制限地域内の全飼養農場について2回目の立入検査を終了。

4月14日
- 4月12日までに4,138戸の立入検査が実施され，1,746戸についての診療獣医師による報告があった。

4月15日
- 4月13日までに4,138戸の立入検査が実施され，1,746戸についての診療獣医師による報告があった。

4月17日
- 4月15日までに5,046戸の立入検査が実施され，1,945戸についての診療獣医師による報告があった。

4月18日
- 4月16日までに5,046戸の立入検査が実施され，1,945戸についての診療獣医師による報告があった。

4月19日
- 4月17日までに5,449戸の立入検査が実施され，2,089戸についての診療獣医師による報告があった。

4月21日
- 4月19日までに6,144戸の立入検査が実施され，2,174戸についての診療獣医師による報告があった。

### 鹿児島県
3月
3月25日
- 類似症状の見られる農家への立入検査、
- 移動制限地域から最近牛を導入した農家の確認

3月29日
- 3月28日までに全県的な立入検査、民間獣医師の調査を実施中（いずれも異常なし）。

3月31日
- 3月29日までの立入検査454戸、診療獣医師による報告等334戸について、いずれも異常なし。

4月
4月3日
- 3月31日までの立入検査502戸、診療獣医師による報告等1,364戸について、いずれも異常なし。

4月6日
- 4月3日までに558戸の立入検査と2,224戸についての診療獣医師による報告がなされ，いずれも臨床的な異常を認めず。

4月7日
- 4月4日までに392戸の立入検査と2,611戸についての診療獣医師による報告がなされ，いずれも臨床的な異常を認めず。

4月11日
- 4月9日までに1,184戸の立入検査と3，884戸についての診療獣医師による報告がなされ、いずれも臨床的な異常を認めず。

4月12日
- 4月10日までに1,970戸の立入検査と4，975戸についての診療獣医師による報告がなされ、いずれも臨床的な異常を認めず。

4月13日
- 4月11日までに2,886戸の立入検査が実施され，5,791戸について診療獣医師による報告があった。

4月14日
- 4月12日までに3,723戸の立入検査が実施され，6,539戸について診療獣医師による報告があった。

4月15日
- 4月13日までに3,825戸の立入検査が実施され，6,863戸について診療獣医師による報告があった。

4月17日
- 4月15日までに3,904戸の立入検査が実施され，7,363戸について診療獣医師による報告があった。

4月18日
- 4月16日までに3,904戸の立入検査が実施され，7,631戸について診療獣医師による報告があった。

4月19日
- 4月17日までに4,014戸の立入検査が実施され，8,554戸について診療獣医師による報告があった。

4月21日
- 4月19日までに4,209戸の立入検査が実施され，9,119戸について診療獣医師による報告があった。

## 資料
1. ↑  5月21日（第1～49報）までのバックナンバー
2. ↑  口蹄疫の発生と家畜衛生試験場の対応「家畜衛試ニュース（2000年）　No.103　P2～7」家畜衛試ニュース（2000年）　No.103より。
3. ↑  家畜衛生試験場口蹄疫対策本部「日本における92年ぶりの口蹄疫の発生と家畜衛生試験場の防疫対応」 (PDF)
4. 1 2 3 4 5 6  “口蹄疫の疑似患畜について（続報）”.   農林水産省畜産局 (2000年3月27日). 2011年6月3日時点のオリジナルよりアーカイブ。2025年2月8日閲覧。
5. 1 2 3 4 5  「家畜伝染病：宮崎市で飼育の肥育牛１０頭が感染　農水省」『毎日新聞』2000年3月25日。オリジナルの2000年10月5日時点におけるアーカイブ。2025年2月8日閲覧。
6. 1 2 3 4 5  “口蹄疫への対応について（第5報）”.   農林水産省畜産局 (2000年3月31日). 2011年6月3日時点のオリジナルよりアーカイブ。2025年2月8日閲覧。
7. 1 2 3 4 5 6  “口蹄疫への対応について（第7報）”.   農林水産省畜産局 (2000年3月31日). 2004年8月16日時点のオリジナルよりアーカイブ。2025年2月8日閲覧。
8. 1 2 3 4 5 6 7  “口蹄疫への対応について（第8報）”.   農林水産省畜産局 (2000年4月3日). 2011年6月3日時点のオリジナルよりアーカイブ。2025年2月8日閲覧。
9. 1 2  “口蹄疫への対応について（第9報）”.   農林水産省畜産局 (2000年4月3日). 2004年8月16日時点のオリジナルよりアーカイブ。2025年2月8日閲覧。
10. 1 2  “口蹄疫への対応について（第10報）”.   農林水産省畜産局 (2000年4月4日). 2011年6月3日時点のオリジナルよりアーカイブ。2025年2月8日閲覧。
11. 1 2 3 4 5  “口蹄疫への対応について（第12報）”.   農林水産省畜産局 (2000年4月6日). 2004年8月16日時点のオリジナルよりアーカイブ。2025年2月8日閲覧。
12. 1 2 3  “口蹄疫の疑似患畜の確認について（第14報）”.   農林水産省畜産局 (2000年4月10日). 2011年6月3日時点のオリジナルよりアーカイブ。2025年2月8日閲覧。
13. 1 2 3 4 5  “口蹄疫への対応について（第16報）”.   農林水産省畜産局 (2000年4月11日). 2004年8月16日時点のオリジナルよりアーカイブ。2025年2月8日閲覧。
14. 1 2 3 4  “口蹄疫への対応について（第18報）”.   農林水産省畜産局 (2000年4月13日). 2011年6月3日時点のオリジナルよりアーカイブ。2025年2月8日閲覧。
15. 1 2 3  “口蹄疫への対応について（第21報）”.   農林水産省畜産局 (2000年4月15日). 2011年6月3日時点のオリジナルよりアーカイブ。2025年2月8日閲覧。
16. 1 2 3  “口蹄疫への対応について（第22報）”.   農林水産省畜産局 (2000年4月17日). 2004年8月16日時点のオリジナルよりアーカイブ。2025年2月8日閲覧。
17. 1 2 3  “口蹄疫への対応について（第24報）”.   農林水産省畜産局 (2000年4月19日). 2011年6月3日時点のオリジナルよりアーカイブ。2025年2月8日閲覧。
18. 1 2  “口蹄疫への対応について（第28報）”.   農林水産省畜産局 (2000年4月24日). 2011年6月3日時点のオリジナルよりアーカイブ。2025年2月8日閲覧。
19. ↑  “口蹄疫への対応について（第30報）”.   農林水産省畜産局 (2000年4月26日). 2011年6月3日時点のオリジナルよりアーカイブ。2025年2月8日閲覧。
20. ↑  “口蹄疫への対応について（第34報）”.   農林水産省畜産局 (2000年5月2日). 2004年8月16日時点のオリジナルよりアーカイブ。2025年2月8日閲覧。
21. 1 2 3  “口蹄疫への対応について（第13報）”.   農林水産省畜産局 (2000年4月7日). 2011年6月3日時点のオリジナルよりアーカイブ。2025年2月8日閲覧。
22. 1 2 3  “口蹄疫への対応について（第17報）”.   農林水産省畜産局 (2000年4月12日). 2004年8月16日時点のオリジナルよりアーカイブ。2025年2月8日閲覧。
23. 1 2  “口蹄疫への対応について（第18報）”.   農林水産省畜産局 (2000年4月14日). 2011年6月3日時点のオリジナルよりアーカイブ。2025年2月8日閲覧。
24. 1 2  “口蹄疫への対応について（第23報）”.   農林水産省畜産局 (2000年4月18日). 2011年6月3日時点のオリジナルよりアーカイブ。2025年2月8日閲覧。
25. 1 2  “口蹄疫への対応について（第26報）”.   農林水産省畜産局 (2000年4月21日). 2011年6月3日時点のオリジナルよりアーカイブ。2025年2月8日閲覧。